# Tarnania dziedzickii
Tarnania dziedzickii är en tvåvingeart som först beskrevs av Edwards 1941.  Tarnania dziedzickii ingår i släktet Tarnania och familjen svampmyggor. Arten är reproducerande i Sverige. Inga underarter finns listade i Catalogue of Life.